# 长穗兔儿风
长穗兔儿风（学名：Ainsliaea henryi）为菊科兔儿风属的植物。分布于台湾岛以及中国大陆的海南、福建、云南、广东、贵族 湖北、湖南、广西等地，生长于海拔700米至2,070米的地区，多生在坡地及林下沟边，目前尚未由人工引种栽培。